# Parafia św. Urszuli w Gwizdanowie
Parafia św. Urszuli w Gwizdanowie – parafia rzymskokatolicka w dekanacie Polkowice w diecezji legnickiej. Obsługiwana przez księży diecezjalnych. Erygowana w 1960.